# Desteldonk
Desteldonk is een dorp in de Belgische provincie Oost-Vlaanderen en een deelgemeente van de stad Gent. Tot 31 december 1964 was het een zelfstandige gemeente.

## Geschiedenis
Zoals het onderdeel "donk" in de naam reeds laat vermoeden, is Desteldonk ontstaan op een zandrug die van oost naar west georiënteerd is, aan de rand van het bekken van de Durme (vroeger ook Kale genoemd, nu min of meer het tracé van de Moervaart). De oost-westoriëntering van de zandrug is nog te herkennen in de bewoning van het dorp, die over een afstand van ca. 1,5 km gegroepeerd is langs de Rechtstraat en de Lindestraat.
De eerste historische vermeldingen van Desteldonk dateren van het jaar 967, als Thesledung. Zeker vanaf 1236 was Desteldonk een parochie. In 1560 werd deze afgestaan aan het Sint-Baafskapittel te Gent. Tot het einde van het ancien régime behoorde Desteldonk aan de Sint-Baafsabdij. Het dorp had bijzonder te lijden van de godsdiensttwisten in de 16e eeuw en werd in de Hollandse Oorlog in 1677 door Franse troepen haast vernietigd. Dit heeft wellicht de ontwikkeling van het dorp gefnuikt.
In 1927 werd een deel van het grondgebied door Gent geannexeerd. Op 1 januari 1965 volgde annexatie van het overige deel van de gemeente, samen met de toenmalige gemeenten Mendonk en Sint-Kruis-Winkel; deze drie deelgemeenten worden in de Gentse stadspolitiek de "kanaaldorpen" genoemd (naar het nabijgelegen kanaal Gent-Terneuzen). Op het grondgebied van de kanaaldorpen ontwikkelde Gent de expansie van zijn haven. Desteldonk verloor eind jaren 60 van de twintigste eeuw twee kastelen aan uitbreiding van de Gentse haven (het kasteel van Delbecque en het kasteel van Van Pottelsberghe de la Potterie). Ook landbouwgrond en natuurschoon moesten wijken. Vandaag is Desteldonk door industriezones afgesneden van haar historische buurdorpen Langerbrugge (Evergem) en Oostakker.

## Bezienswaardigheden

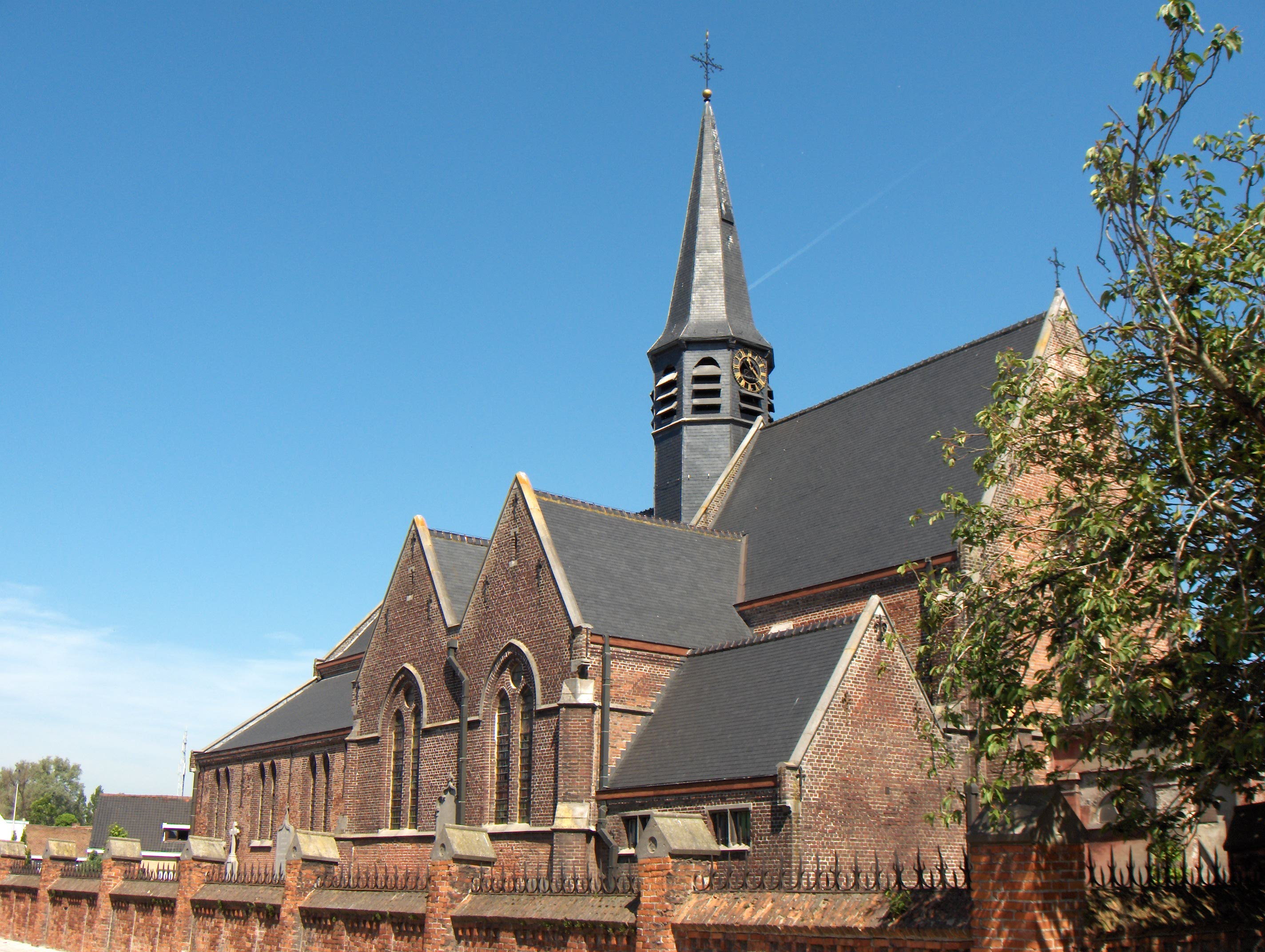
Desteldonk, O.L.V.-Geboortekerk (14e eeuw - ca. 1900)

Lijst van onroerend erfgoed in Desteldonk
- De Onze-Lieve-Vrouw-Geboortekerk uit de 14e eeuw.
- De Molen Van Hecke
- Het voormalig gemeentehuis van Desteldonk, dat sinds na de aanhechting dienst doet als dienstencentrum en dienstlokaal van de lokale politie.[1]

## Natuur en landschap
Desteldonk ligt in Zandig Vlaanderen. Het langgerekte dorp ligt geheel ingesloten door bedrijventerreinen welke samenhangen met het nabijgelegen Kanaal Gent-Terneuzen en met de autoweg R4, die parallel aan dit kanaal loopt.

## Demografische ontwikkeling
Bronnen: NIS - Opm:1831 t/m 1961=volkstellingen; 1964=inwonertal op 31 december

## Nabijgelegen kernen
Oostakker, Hijfte, Zaffelare, Mendonk